# Хумберт III Савойски
Вижте пояснителната страница за други личности с името Хумберт Савойски.
Хумберт III Савойски, наречен Блажени или Свети (на френски: Humbert III de Savoie le Bienheureux ou le Saint, на италиански: Umberto III il Beato; * 1 април или 1 август 1136, замък на Авиляна, Савойско графство; † 4 март 1189, замък на Шамбери, пак там), е 8-и граф на Мориен, господар на Бюже, на Аоста и на Шабле, маркграф на Суза и Италия (граф на Торино), както и вторият Хумбертинец, който носи титлата „граф на Савоя“ от 1148 до 1189 г.
Религиозното му призвание му позволява да бъде обявен за блажен през 1836 г. Честван е на 4 март според Римската мартирология и на 27 април според Савойската.

## Произход
Той е най-големият син на граф Амадей III Савойски (* ок. 1095, † 1148) и втората му съпруга Матилда Албонска (* 1110, † 1145). Баща му е брат на Аделхайд Савойска, съпруга на френския крал Луи VI и майка на крал Луи VII. Негови дядо и баба по бащина линия са Хумберт II Дебели, 6-и граф на Савоя, граф на Аоста и на Мориен и маркграф на Италия, и Гизелда или Гизела Бургундска, а по майчина – Гиг III Албонски, граф на Албон (1079 – 1133), и Матилда дьо Отвил.
Има трима братя и четири сестри:
- Агнеса (* 1138, † пр. 1172), графиня на Женева като съпруга на Вилхелм I Женевски
- Йохан († ок. 1188), монах в манастира Сант Антонио ди Ранверсо в Пиемонт
- Петър († ок. 1188), монах в манастира Сант Антонио ди Ранверсо в Пиемонт
- Вилхелм († сл. 1173)
- Маргарита († сл. 1157), монахиня в Абатство Бон
- Юлиана († 1194), игуменка на манастира „Сент Андреа ле От“ във Виен
- Изабела

Освен това има две придобити сестри от първия брак на баща си, от които Мафалда или Матилда (* ок. 1125, † 1157) е кралица на Португалия като съпруга на Афонсу I.

## Биография

### Ранни години
Хумберт е роден на 1 април или на 1 август 1136 г. в замъка на Авиляна – графска резиденция за защита на Вал ди Суза и за наблюдение на Графство Торино.
Баща му, преди да тръгне на кръстоносен поход, го поверява, както и регентството на владенията си, на грижите на Амадей дьо Клермон, нар. Лозански, абат на Откомб и бъдещ епископ на Лозана. Младият граф изглежда силно белязан от религиозното си учение, защото историографът Самуел Гишенон подчертава „тази дълбока и тази голяма Божия любов, която го накара да презира през живота си с толкова постоянство тленните неща на този свят, за да се привърже към небесното и нетленното“.

### Дилемата на царуването и религиозното призвание
През 1148 г. Хумберт като Хумберт III наследява баща си, който умира по време на втория кръстоносен поход. Две години по-късно е обявен за пълнолетен. Управлението му не е белязано от големи политически действия, за разлика от неговите предшественици и по-специално от баща му. Медиевистът Бернар Демоц отбелязва, че „традиционната савойска историография го канонизира, за да прикрие по-добре политическата му слабост“. Обявен е за блажен през 1838 г. Това религиозно призвание се завръща по време на конфликта му с императора, когато графът планира да се оттегли в Абатство „Откомб“.
В акт, публикуван между 1139 и 1159 г., той потвърждава даренията, направени от баща му на Чертога на Арвиер във Валроме (Бюже). Законът използва възможността да определи границите, в които се прилага контролът на абатството.
Граф Хумберт, въпреки интимното си призвание, трябва да даде наследник. Той се жени четири пъти. Неговият съвет трябва да е изиграл голяма роля в тази. Съветът на графа обединява около принца редица съветници, обикновено от аристокрацията и в по-малка степен от духовници, но от същия дворец. Неговата роля е да помага на графа в управлението на графството, особено във феодалните дела, висшето правосъдие, финансите, както и вътрешната и външната политика на графството. Може също да има роля при решения.
През 1151 г. Хумберт III се жени за Файдива, сестра на граф Раймон V Тулузски. Тя умира три години по-късно, без да е дала наследник. След смъртта ѝ той прави много дарения на Абатството на Улп, където редовно прави духовни уединения, както и на Откомб.
През 1155 г. той се жени за братовчедка си Гертруда Елзаска-Фландърска, дъщеря на Тиери Елзаски, граф на Фландрия. Бракът се оказва безплоден и е анулиран от отказа на графинята през 1162 г. Две години по-късно, под натиска на васалите си, той се жени повторно за Клеменция фон Церинген, дъщеря на Конрад I, граф на Церинген и херцог на Бургундия. След смъртта на третата си съпруга, която му дава три дъщери, той се оттегля в Абатство „Откомб“, ставайки цистерцинец. Той също така погребва графинята в манастира на абатството (средновековната традиция не позволява погребение в рамките на църквата).
Според „Савойска хроника“ от XIV век на Жан д'Орвил, известен като Кабаре, неговите васали идват при него отново, за да го помолят да се откаже от това оттегляне, за да се ожени повторно и да даде мъжки наследник на графството. При отказа му те казват: „Можете да служите на Бог и като сте женени и управлявате страната си справедливо, както и като пеете хиляда меси с тези монаси!“ При тези думи монасите подкрепят графа и заплашват да подпалят абатството. Техният страх е също, че техният нов господар ще бъде кралят на Англия – владетел, който няма много познания за Савоя. Така Хумберт се жени за четвърти път през 1177 г., този път за Беатрис Маконска/Виенска, която през следващата година му ражда син Томас. Раждането е обявено за чудо от Свети Антелм, епископ на Беле. След раждането графът, щастлив, нарежда да се построи манастир на входа на езерото Мон дю Шат в чест на Свети Морис, което по-късно е наречен Льо Бурже. Там той поставя черни монаси от Ордена на Свети Петър от Клюни, чиято мисия е да хвалят Бог и да се молят за неговия син Томас и неговите наследници.. Въпреки това това е легенда, разпространена от монасите – основаването на манастира на Льо Бурже датира от XI век.

### Заплахи за графството
Въпреки тази склонност към духовния живот, Хумберт все още трябва да действа и да утвърждава властта си срещу враговете на своето графство – Дофина от една страна, но също така и императора Фридрих I Барбароса. През 1153 г. граф Хумберт трябва, подобно на баща си десет години по-рано, да се намеси срещу дофина Гиг V Албонски в защита на крепостта и град Монмелиан.
Императорът, който изпитва затруднения с папството, е принуден да премине през Мон Сени, контролиран от графа през 1168 г., изгонен от ломбардските лиги. В замяна той потвърждава правата на графа върху Графство Торино, в Пиемонт, и върху Епископството на Сион, във Вале. Въпреки всичко графът не избира страната на императора в борбата си срещу папата, избирайки друга стратегия, опитвайки се да се съюзи по-специално с Плантагенетите, кралете на Англия. Хумберт III обещава дъщеря си Аликс на Джон I, бъдещ крал на Англия.
По време на подписването на споразуменията през 1173 г. за бъдещия брак свидетели са велики благородници, включително Ардуций дьо Фосини, епископ на Женева, Амадей I Женевски, граф на Женева, Анри, барон на Фосини, както и васали на графството. Аликс умира преди сватбената церемония. Този избор на Плантагенетите, привърженици на папа Александър III и на гфелвите, е акт на годеж на принца на Савоя срещу гибелините на императора. Когато Фридрих Барбароса възвръща властта си, той действа възможно най-бързо срещу Савоя. През 1174 г. имперските войски претърсват и опожаряват град Суза, Хумбертините в продължение на почти век, който отказва да отвори вратите си. Част от окръжните архиви вероятно са унищожени по този повод, но фактите не са потвърдени. Изглежда по-вероятно основните актове да са запазени в главните абатства на графството, по-специално Сен Морис или особено Откомб с граф Хумберт, от 1189 г.
Фридрих Барбароса и след това синът му продължават да подкопава властта на графа. Те директно поставят архиепископите на Тарентез (1186) или епископите на Женева, Беле (1175) и Торино (1175) под негова защита, като по този начин им позволяват да се еманципират от контрола на Хумбертините, по-късно тези на Сион и Лозана. Епископът на Торино се противопоставя на новите му права върху графа на Савоя, като се възползва от сюзеренитета отсега нататък пряко към германския суверен, в течение на 1175 г. Савойските войски реагират, като превземат град Торино, както за да защитят правата на графа, така и за да отмъстят за пленяването на Суза. В конфликта между граф Хумберт и епископа на Беле Антелм дьо Шийен, нар. дьо Беле, относно правата върху юрисдикцията на духовниците, но също и убийството на един от човек на графа. Антелм отлъчва графа от църквата. Императорът намира тук възможност за отмъщение. През 1175 г., той първоначално се намесва, като прави епископа княз на Свещената империя. По-късно той издава златна була, даваща цялата власт на епископа над град Беле и неговия регион.
Синът му Анри VI е ангажиран през 1187 г. във въоръжена борба срещу Хумберт III. Той разграбва Пиемонт, но се бори да превземе замъка Авиляна (1187) и другите крепости на Вал ди Суза. Идва зима и императорските войски, неспособни да превземат заснежения проход Мон Сени, се връщат назад. Императорът призовава графа на Савоя пред съда и „пред неговия съд и накрая задочно го прогонва от империята с писар на земите му“, и успява да избегне конфликт, който може да има по-сериозни последици. Граф Хумберт, но повече неговият син, който ще го наследи, променят политиката си, за да се доближат до страната на императора.

### Религиозно дело
През 1149 г. Хумберт III потвърждава с акт основаването на баща си на Чертога на Арвиер в Бюже-Валроме.
През 1178 или 1183 г. той се счита за основател на Чертога на Айон в Боже. Той завещава на абатството всичките си права върху земята на Айон, както и езерото Тюил.
През 1188 г. основава абатството на Свети Антоний от Ранверсо (Енория Бутилиера Алта) над Авиляна, където има и болница за поклонници.
Историкът Бруно Галанд посочва, че въпреки благочестивия имидж на графа неговата религиозна политика е запазила властта на савойците в региона, цитирайки по-специално думите на съвременник на графа: „той изглежда искаше да подчини епископите на своите владения и съседните страни и да основе властта си върху руините на църквите“.

### Смърт и наследяване
След смъртта на третата си съпруга, по време на оттеглянето си в Абатство „Откомб“, той отправя молба да бъде погребан там. През 1178 г. раждането на син най-накрая му дава възможност, с разрешението на съпругата му, да се оттегли в абатството, където очевидно възобновява навика на монах. Савойската хроника, която остава официална агиография, не споменава това завръщане към края в заповедите. Граф Хумберт III умира на 4 март 1189 г. По негово желание той е погребан в клоатъра на абатството. Така е поставено началото на некропола на Савойския дом.
Гробът му е преместен в църквата през XVIII век. Унищожен е по време на разграбването на абатството, при окупацията на херцогството от френските революционни войски. Цялата е преустроена от Карл Феликс Савойски. През 1954 г. гробниците са прехвърлени в светилището, посветено на Савойската династия, според желанието на италианския крал Умберто II.
Наследяването му е ключов въпрос в неговото управление, включително неговите четири брака. Той става баща на син, Томас, през 1177 г. Когато Хумберт III умира през 1189 г., синът му е все още непълнолетен, на 12 г. Савойският двор избира за настойник маркиза на Монферат Бонифаций. Братовчед на баща му, той също е гибелин, което позволява на графството да се сближи със страната на императора.
През 1836 г. той е беатифициран от папа Григорий XVI и се чества на 4 март.

## Брак и потомство
Хумберт се жени четири пъти:
∞ 1. 1151 за Файдива Тулузка (* 1135, † 1154), дъщеря на Алфонс I Йордан, граф на Тулуза и маркиз на Прованс, от която няма дец
∞ 2. 1155 за Гертруда Алзаска-Фландърска († 1186), развод 1162, дъщеря на Дитрих Елзаски, граф на Фландрия, и на Сибила Анжуйска, от която няма деца
∞ 3. 1162 за Клеменция фон Церинген († 1167), дъщеря на херцог Конрад I фон Церинген и Клеменция дьо Намюр, от която има три дъщери:
- София Савойска (* 1165, † 1202), ∞ за херцог Ацо VI д’Есте (* ок. 1170, † ноември 1212), от когото има една дъщеря
- Алисия или Аделхайд Савойска (* 1166, † 1174), сгодена 1172 за Джон Безземни от Англия, но умира. Според някои източници изглежда, че тя е била най-възрастната и е можела да се счита за наследничка на графството. Всъщност зестрата ѝ е цялото Савойско графство, тъй като никой наследник от мъжки пол не е можел да поеме наследството на Хумберт III.
- Елеонора Савойска (* 1167, † 1204), ∞ вероятно 1197 за Бонифаций I († 1207), маркграф на Монферат и крал на Солун. ∞ по-вероятно за Гийом II ди Винтимиля, граф на Танд

∞ 4. 1177 за Беатрис Маконска/Виенска (* 1160, † 1230), дъщеря на Гералд I, граф на Макон (1157 – 1184) и на Виен (1157 – 1184), господар на Салан и на Трав, и на Морет дьо Салан, от която има син и дъщеря:
- Томас I Савойски (* 20 май 1177, сл. 26 май 1178 или 27 май 1178, замък Шарбониер, Егбел, Савойско графство; † 1 март 1233, Монкалиери), 9-и граф на Савоя, граф на Мориен, господар на Пиемонт, маркграф на Италия (1189 – 1233), имперски викарий за Ломбардия (от 1226 г.); ∞ 1196 за Беатрис (Маргарита или Никола) Женевска (* ок. 1180, † 8 април 1257, Пиер Шател), дъщеря на графа на Женева Вилхелм I и на господарката на Фосини Беатрис, от която има осем или десет сина и две или шест дъщери. Има и четири извънбрачни сина.
- дъщеря († на 7 г.)

### Първични източници
- ((la)) Cartulaire de l'abbaye de Saint-André-Le-Bas-de-Vienne1
- ((la)) Monumenta Germaniae Historica, Scriptores, tomus VI, tomus XIII, tomus XXI, tomus XXIII
- ((la)) Cartulaires de la chartreuse d'Oujon et de l'abbaye de Hautcrêt
- ((la)) Regesta comitum Sabaudiae
- ((la)) Chartes du diocèse de Maurienne
- ((la)) Recueil des historiens des Gaules et de la France. Tome 12
- ((la)) Peter der Zweite, Graf von Savoyen, Markgraf in Italien
- ((la)) Chronique de Robert de Torigni, abbé du Mont-Saint-Michel, Volume 2
- ((la)) Cartulare monasterii beatorum Petri et Pauli de Domina
- ((la))((fr)) Regeste dauphinois, ou Répertoire chronologique et analytique des documents, tome I, fascicolo II
- ((la))((fr)) Il conte Umberto I (Biancamano) e il re Ardoino : ricerche e documenti
- ((la))((it)) Documenti sigilli e monete appartenenti alla storia della monarchia di Savoia

### Историографска литература
- ((fr)) Histoire de Savoie, d'après les documents originaux,... par Victor ... Flour de Saint-Genis. Tome 1
- ((fr)) Histoire généalogique de la royale maison de Savoie, justifiée par titres, ..par Guichenon, Samuel
- ((fr)) Histoire Générale de Languedoc, Notes, Tome IV.
- ((it)) Frederick Maurice Powicke, I regni di Filippo Augusto e Luigi VIII di Francia, vol. V, in: Storia del mondo medievale, 1999, с. 776 – 828
- ((it)) Doris M. Stenton, Inghilterra: Enrico II, in: Storia del mondo medievale, vol. VI, 1999, с. 99 – 142
- ((it)) Paul Fournier, "Il regno di Borgogna o d'Arles dal XI al XV secolo", cap. XI, vol. VII, in: Storia del Mondo Medievale, 1999, с.
- ((it)) Joseph Jacquemoud, Description historique de l'abbaye royale d'Hautecombe et des mausolées élevés dans son église aux princes de la maison royale de Savoie, editore Puthod et Perrin, 1843, с. 383 – 410
- ((de)) Marie José, Das Haus Sayoven, Stiftung Pro Castellione, 1994
- ((fr)) Louis Charles Dezobry, Théodore Bachelet. Dictionnaire Général de Biographie et d'Histoire, de Mythologie, de Géographie ancienne et Moderne comparée, des Antiquités et des Institutions grecques, romaines, françaises et étrangères. Paris, 1863. p. 2994
- ((fr)) Guido Castelnuovo,« Les devoirs d’un prince mélancolieux. Humbert III entre quête monastique, stratégies lignagères et obligations politiques», dans Laurence Ciavaldini Rivière, Anne Lemonde-Santamaria et Ilaria Taddei, , Grenoble, 2009, с. 59 – 68
- ((fr)) Jean Prieur, Hyacinthe Vulliez, Saints et saintes de Savoie, La Fontaine de Siloé, 1999
- ((fr)) Claudius Blanchard, Histoire de l'abbaye d'Hautecombe en Savoie : avec pièces justificatives inédites, Chambéry, Puthod, 1875
- ((fr)) Michel Germain, Personnages illustres des Savoie : "de viris illustribus" , Lyon, Autre Vue, 2007
- ((fr)) Laurent Ripart,« Les saints de la maison de Savoie au xve siècle», dans Sylvie Aballéa et Frédéric Elsig, L’image des saints dans les Alpes Occidentales. Actes du colloque international tenu au Musée d'Art et d'Histoire de Genève (17 – 18 juin 2013), Rome, 2015
- ((fr)) Réjane Brondy, Bernard Demotz, Jean-Pierre Leguay, Histoire de Savoie : La Savoie de l'an mil à la Réforme, xie au début du xvie siècle, Ouest France Université, 1984
- ((fr)) Charles William Previté-Orton, The Early History of the House of Savoy : 1000-1233, Cambridge, Cambridge University Press (réimpr. 2013)
- ((it)) Paolo Buffo, UMBERTO III, conte di Moriana Savoia, в Dizionario biografico degli italiani, vol. 97, Istituto dell'Enciclopedia Italiana, 2020
- ((it)) Armando Tallone, UMBERTO III conte di Savoia, в Enciclopedia Italiana, Istituto dell'Enciclopedia Italiana, 1937

### Други
- ((it)) Umbèrto III il Beato conte di Savoia, на Treccani.it – Enciclopedie on line, Istituto dell'Enciclopedia Italiana
- ((it)) Umbèrto III, на sapere.it, De Agostini
- ((it)) Fabio Arduinio, Beato Umberto III di Savoia Conte, на Santi, beati e testimoni, santiebeati.it, 2 giugno 2018
- ((en)) COMTES de SAVOIE et de MAURIENNE 1060-1417 - HUMBERT de Savoie, на Foundation for Medieval Genealogy
- ((en)) Miroslaw Marek, The House of Savoy - Umberto III, на Genealogy.

## Обяснителни бележки
1. ↑  Acte publié entre 1139 et 1159 (REG 0/0/1/323 [EDIT REG 000 000 001 0323 archive]).
2. ↑  Acte de 1173 (REG 0/0/1/391).
3. ↑  Acte de 1140 (REG 0/0/1/302).
4. ↑  Acte publié en 1183 (REG 0/0/1/426).